# Never Going Home
Never Going Home è un singolo del DJ francese Kungs, pubblicato il 21 maggio 2021 come primo estratto dal secondo album in studio Club Azur.

## Descrizione
Il brano, descritto come un pezzo di musica house, contiene un campionamento di Idol del produttore italiano Mind Enterprises. La parte vocale è affidata al DJ francese Martin Solveig, seppur non accreditato.

## Video musicale
Il video musicale, girato al Cercle des Nageurs di Marsiglia, è stato reso disponibile in concomitanza con l'uscita del singolo e vede l'artista e diverse persone ballare e divertirsi a bordo di una piscina.

## Tracce
Testi e musiche di Andrea Turone, Martin Picandet e Valentin Brunel.
Download digitale
1. Never Going Home – 2:49

Download digitale – Extended Mix
1. Never Going Home (Extended Mix) – 4:39
2. Never Going Home – 2:49

Download digitale – Lost Frequencies Remix
1. Never Going Home (Lost Frequencies Remix) – 3:10
2. Never Going Home (Lost Frequencies Remix/Extended) – 4:28

## Classifiche

### Classifiche settimanali
| Classifica (2021-23) | Posizione massima |
| -------------------- | ----------------- |
| Belgio (Fiandre)     | 5                 |
| Belgio (Vallonia)    | 1                 |
| Bielorussia          | 143               |
| Croazia              | 9                 |
| Francia              | 5                 |
| Germania             | 47                |
| Italia               | 13                |
| Kazakistan           | 59                |
| Paesi Bassi          | 18                |
| Polonia              | 3                 |
| Romania              | 61                |
| Russia               | 3                 |
| Slovacchia           | 95                |
| Svizzera             | 16                |
| Ucraina              | 199               |
| Ungheria             | 23                |

### Classifiche di fine anno
| Classifica (2021) | Posizione |
| ----------------- | --------- |
| Belgio (Fiandre)  | 39        |
| Belgio (Vallonia) | 5         |
| Croazia           | 63        |
| Francia           | 24        |
| Italia            | 53        |
| Paesi Bassi       | 77        |
| Polonia           | 14        |
| Russia            | 37        |
| Svizzera          | 57        |
| Ungheria          | 71        |
| Classifica (2022) | Posizione |
| Belgio (Fiandre)  | 104       |
| Belgio (Vallonia) | 120       |
| Francia           | 104       |
| Russia            | 169       |